# Koblarji
Koblarji so naselje v občini Kočevje.